# Ríkarður Jónsson
Ríkarður Jónsson (ur. 20 września 1888 w Djúpivogur, zm. 17 stycznia 1977) – islandzki rzeźbiarz.
Ríkarður Jónsson urodził się w miasteczku Djúpivogur na Wschodnich Fiordach. Był synem Ólöf Finnsdóttir i Jóna Þórarinssona. Od młodzieńczych lat zaczął już rzeźbić. W latach 1911–1914 studiował rzeźbiarstwo z Einarem Jónssonem.
Najbardziej znany jest ze stworzenia płaskorzeźby Sigríður Tómasdóttir, bohaterki Gullfoss.